# Le Petit-Fougeray
Le Petit-Fougeray is een gemeente in het Franse kanton Le Sel-de-Bretagne dat behoort tot het departement Ille-et-Vilaine (regio Bretagne) en telt 576 inwoners (2004). De plaats maakt deel uit van het arrondissement Redon.

## Geografie
De oppervlakte van Le Petit-Fougeray bedraagt 9,0 km², de bevolkingsdichtheid is 64,0 inwoners per km².

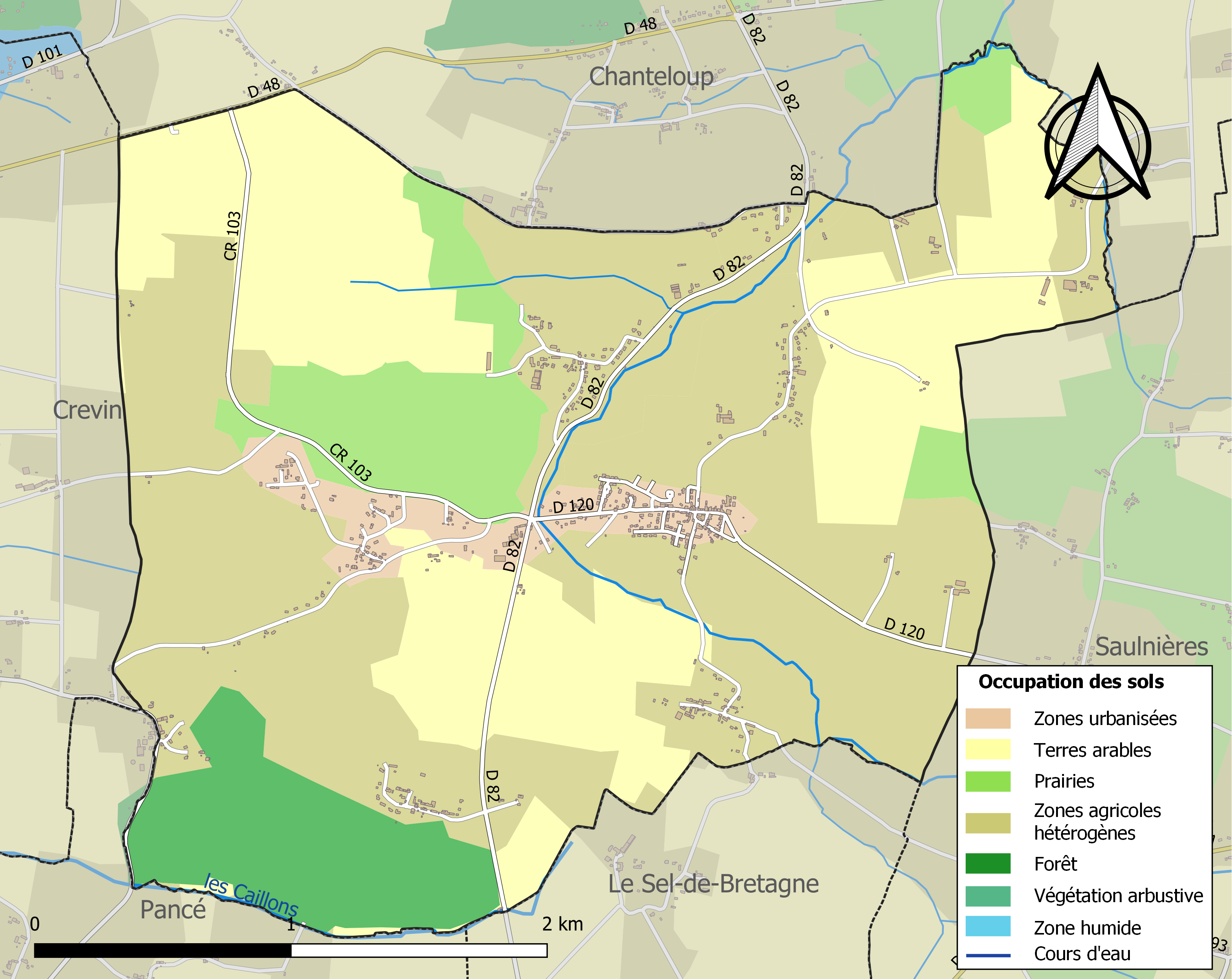
Kaart van de gemeente met de belangrijkste infrastructuur, bodemgebruik en omliggende gemeenten

## Demografie
Onderstaande figuur toont het verloop van het inwonertal (bron: INSEE-tellingen).

1. ↑  Populations de référence 2022.